# Музей АЗЛК
Музе́й АЗЛК (Музей истории Автомобильного завода имени Ленинского комсомола) — с 1991 года музей ОАО «Москвич». Располагался в Москве по адресу Волгоградский проспект, 42, корпус 2. Здание построено по проекту Юрия Регентова и открыто в 1980 году. Музей закрыт в 1996 году по причине банкротства завода-владельца, здание снесено в 2022 году.

## История

### Строительство здания
Проектировка здания имеет популярную в период 1960—1980-х годов форму летающей тарелки. Архитектурный проект со строгой осевой симметрией плана и фасада разработал архитектор Юрий Регентов в 1975—1978 годах. Строительство музея завершено в 1980 году. Внутренней отделкой помещений занимался художник завода Владимир Вядро.
Простая круглая форма здания, окаймлённого скрещёнными балками, подчёркивала эстетику советского технического прогресса. По сообщениям сотрудников завода, инициатором создания музея стал главный инженер Юрий Бородин. Вдохновившись посещением музея завода «Татра» в чехословацком городе Копрживнице, он задумал создать подобное учреждение при АЗЛК. Современные архитекторы относят здание к стилю советского модернизма, представленного в Москве также Дворцом пионеров, Останкинской телебашней, кинотеатром «Россия», зданиями ТАСС, Президиума Академии наук и Домом нового быта. Здание имеет площадь 1337 м² при общей площади участка 0,55 га.

### Экспозиция

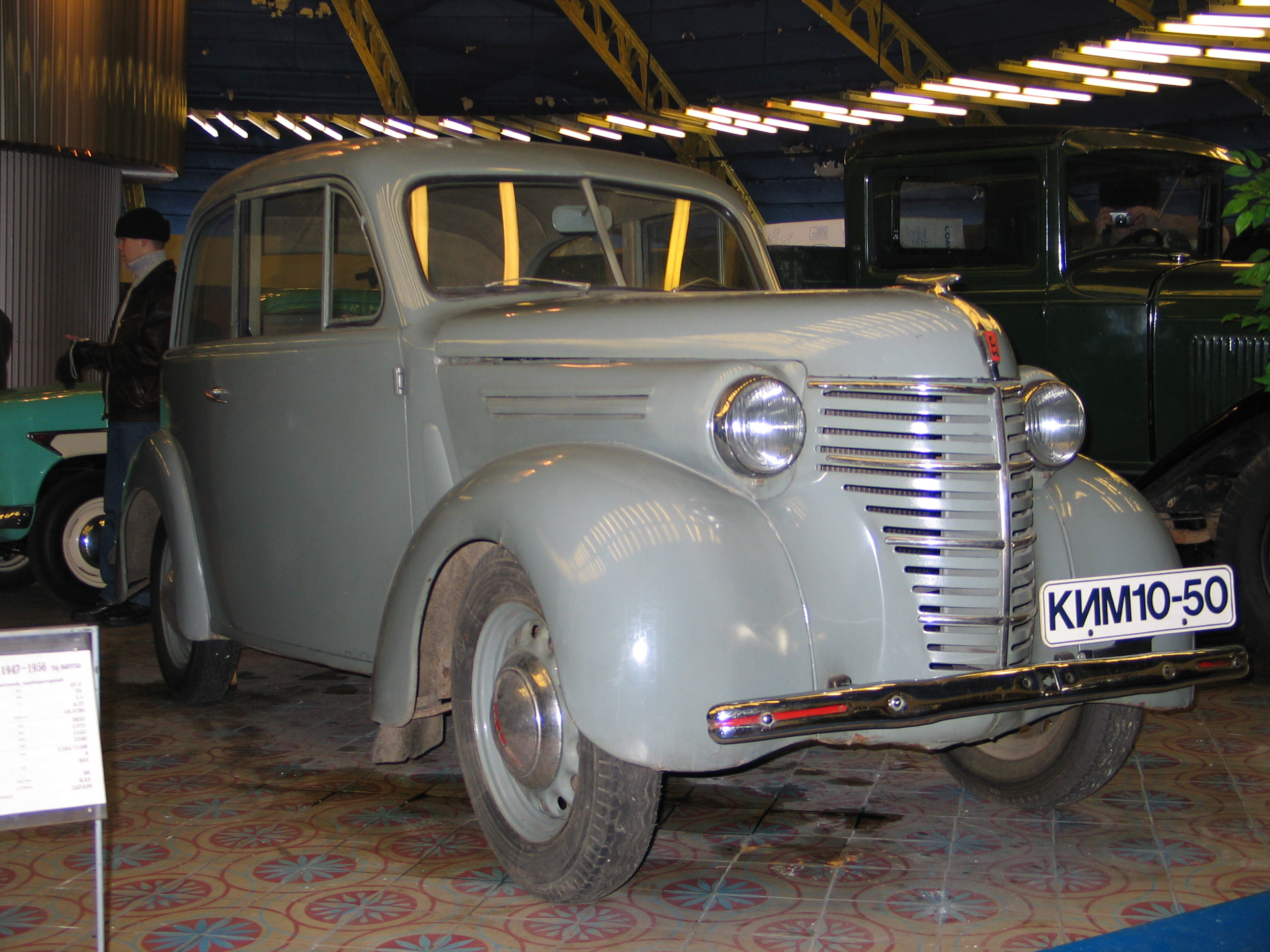
«КИМ-10-50» из коллекции музея АЗЛК (2006 год)

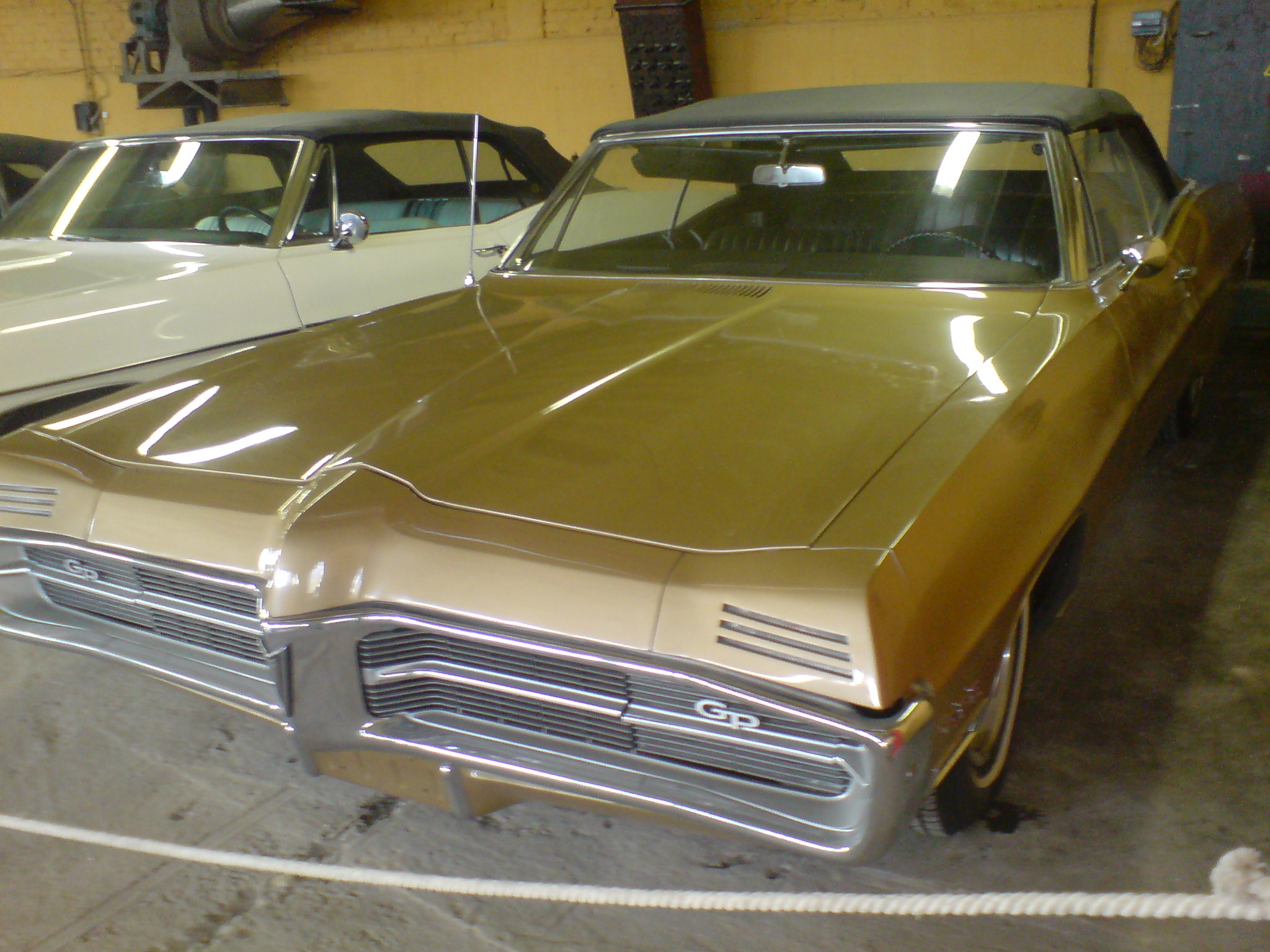
«Понтиак» 1967 года из коллекции музея ретро-автомобилей в Москве (2012 год)

По одной из версий, в 1980 году с конвейера автомобильного завода имени Ленинского комсомола должен был сойти трехмиллионный автомобиль «Москвич», в связи с чем открытие музея было запланировано на эту дату. Официально открытие связывается с 50-летним юбилеем основания завода в 1930 году.
Организаторы первой выставки собирались сделать акцент на демонстрации выпускающихся на заводе автомобилей, однако к моменту открытия музея было решено отдать предпочтение исторической ретроспективе опытных образцов.
Под купольной крышей открывшегося зала разместились классические модели отечественного автопрома, включая первые «Форды» 1930-х годов, и экспериментальные проекты, которые на заводе только проходили стадию создания образца. Кроме того, в составе экспозиции находились уникальные экземпляры, никогда не выходившие в массовом производстве. Формирование выставки происходило вокруг центральной опоры помещения, на которой был смонтирован круговой светильник. Лев Железняков, бывший замдиректора музея, описывал подготовку пространства музея под руководством художника завода к первой выставке следующим образом:
Не было ни пандуса, ни спирали: автомобили расставили веером от центрального столба. Столб, конечно, тоже был лишним: вообще-то купольные покрытия предполагают безопорное пространство. Крыша была ступенчатой, не гладкой. И проблема была — сделать так, чтобы она не протекала. Стыки были проблемными. Каждый лист вырезался индивидуально — здание же не прямоугольное.
Главными экспонатами выставки были первые прототипы, выпущенные на заводе — легковые машины модели с кузовами типа «седан» и «фаэтон». Коллекция отечественных автомобилей также была представлена полуторкой ГАЗ-АА. Эти авто были выпущены в то время, когда завод носил имя КИМ в честь Коммунистического интернационала молодёжи. Перед Великой Отечественной войной завод КИМ планировал к выпуску модель авто КИМ-10-50. Её единственный сохранившийся установочный экземпляр экспонировался на стенде зала рядом с машиной М-400, производство которой началось в 1946 году. Кроме того, посетители выставки могли познакомиться с моделями, произведёнными заводом Ленинского комсомола специально на экспорт: модели М-408, М-412 и востребованные в СССР М-402 были представлены в различных модификациях.
Конструкторское бюро завода также представило на выставке свои разработки новых практичных и современных автомобилей. Среди опытных образцов находились модели «Святогор», «Князь Владимир», джипы, пикапы, специализированные авто для милиции и скорой помощи.
Экспозиция музея привлекала как посетителей из России, так и из зарубежных стран. Ежегодно её посещало до 50 тысяч человек, включая иностранные делегации.
Общее количество музейных предметов составляло 1386 единиц хранения. В числе самых ценных предметов музейной коллекции был «Понтиак», подаренный Михаилу Горбачёву Рональдом Рейганом и «Москвич-2141», на котором журналист Юрий Гейко участвовал в автомобильном кругосветном путешествии «Караван Колумбов» в 1989 году.

### Закрытие музея

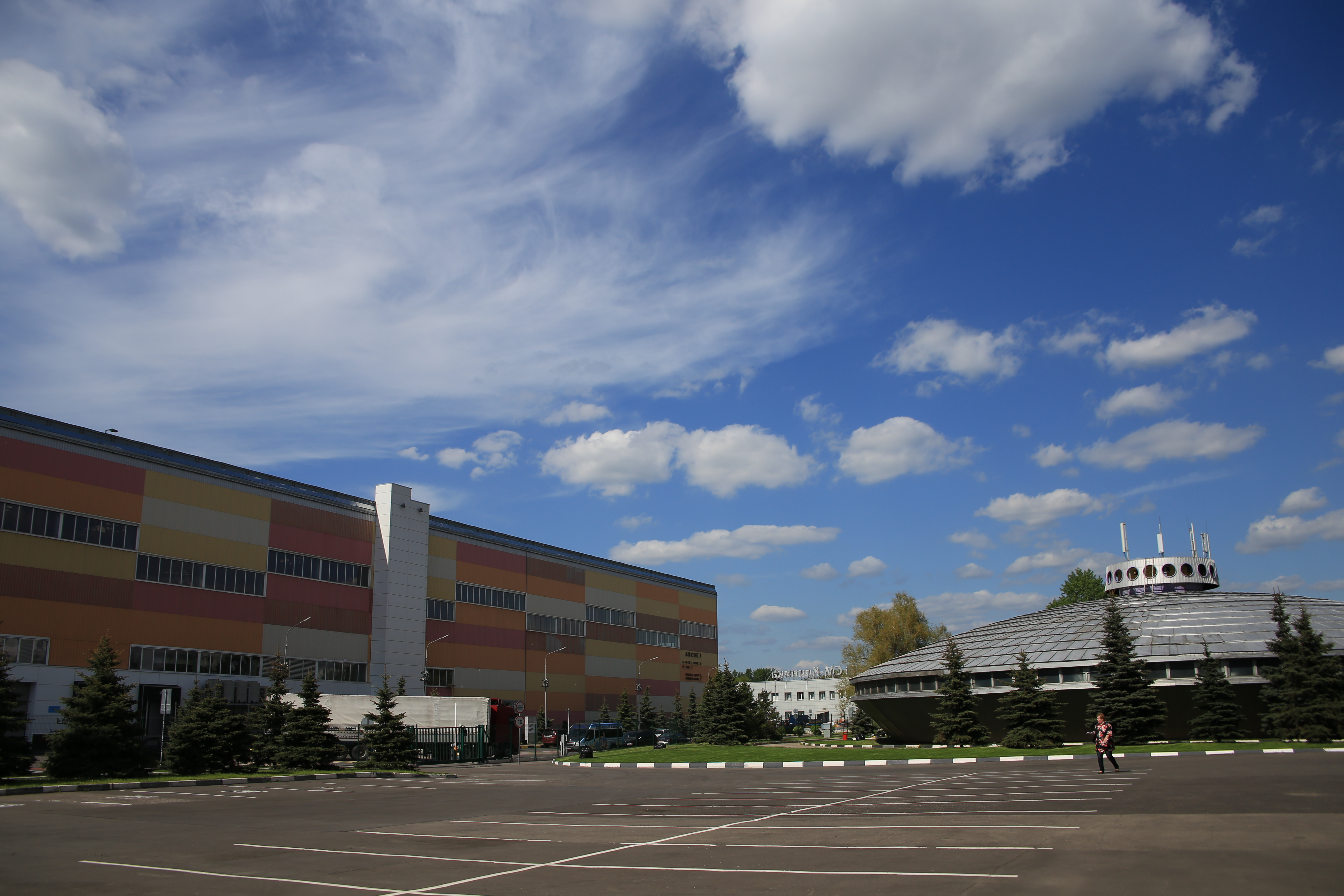
Заброшенный музей АЗЛК на территории комплекса «Технополис» (2015 год)

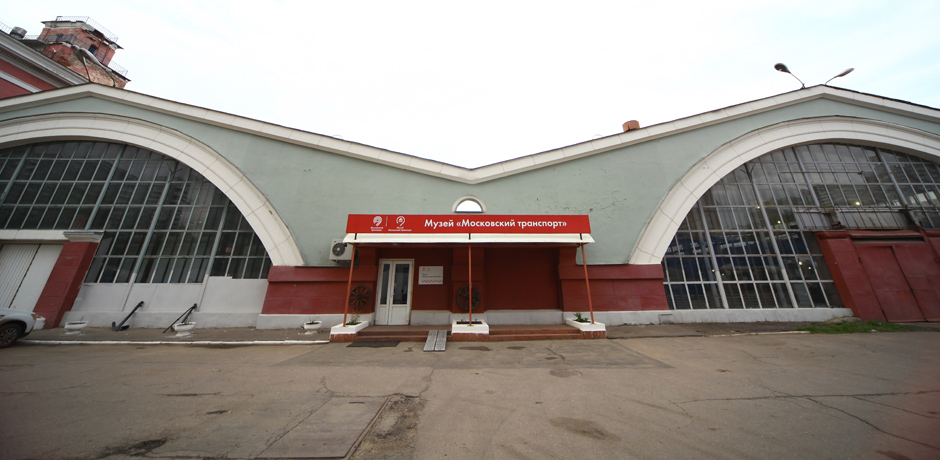
Музей «Московский транспорт» на Рогожском валу, 9 (2016 год)

В 1996 году в связи с первым официальным объявлением о банкротстве завода «Москвич» прекратилась и работа музея. По данным АО «Мосэнерго», только за электроэнергию с середины 1990-х годов завод задолжал около 392 миллионов рублей. Директор музея Виктор Воронов сообщал прессе, что попытки ареста имущества музея за долги завода начались в конце 2001 года. Тем не менее, по некоторым данным, там ещё проходили редкие экскурсии. По отзывам посетителей, которым удавалось в частном порядке попасть на территорию музея, помещение пришло в ветхое состояние. Например, посетителям не удавалось внимательно рассмотреть коллекцию автомобилей из-за недостаточного освещения.
В начале апреля 2002-го из-за накопившихся долгов были обесточены все заводские цеха. Комментируя эту ситуацию, мэр Москвы Юрий Лужков заявил, что совместно с Мингосимуществом планировал передать завод в собственность города в кратчайшие сроки.
Ночью 25 апреля 2002 года судебные приставы юго-восточного административного округа Москвы вскрыли музей автозавода и вывезли с его территории 23 экспоната. По словам директора, среди конфискованных автомобилей были старейшие модели «Форд-А» и «Форд-АА», цена которых по оценке того года в Европе доходила до $3 млн. По оценке же приставов, указанной в акте приема, стоимость каждого автомобиля составляла 10 тысяч рублей. Такую же оценку получил раритетный «Понтиак», подаренный Михаилу Горбачёву Рональдом Рейганом, а также два десятка других арестованных автомобилей. По итоговым сметам, 230 тысяч рублей за конфискованные автомобили должны были пойти в счёт уплаты 4,5 миллиардов рублей долга «Москвича» перед «Мосэнерго».
Сотрудники музея, опасавшиеся за сохранность старинных музейных экспонатов, реконструкция каждого из которых заняла бы 2—3 года, в письменном обращении к Юрию Лужкову выразили недовольство конфискацией автомобилей и связали ночной визит приставов с попытками «принудительно ликвидировать учреждение». Через неделю после вскрытия музея главный судебный пристав Москвы распорядился снять арест с конфискованного имущества, в результате чего уникальные автомобили были возвращены.
В 2005 году для покрытия долгов «Москвича» единым лотом на аукцион были выставлены десять объектов недвижимости автозавода, в том числе ряд производственных помещений, дом культуры и музей. Стартовая стоимость лота составляла 1,853 миллиарда рублей. Аукцион должен был состояться 26 декабря 2005 года, но за неделю до начала торгов арбитражный суд Москвы его запретил. Этим решением суд удовлетворил заявление Департамента науки и промышленной политики города Москвы, считающего, что объекты социально-культурного значения должны реализовываться не на аукционе, а на отдельном конкурсе.
На месте бывшего завода расположен технополис «Москва», который создавался как площадка для развития высокотехнологичных технологий. Руководство «Технополиса» и столичные власти объявили в 2015 году, что через несколько лет найдут новое применение территории завода и зданию музея: к 2017 году планировалось объединить их в офисно-гостиничный комплекс.
Кроме гостиницы на 140 номеров и офисов в новом здании площадью 11,075 тысяч м² и высотой 31 метр руководство «Технополиса» собиралось также разместить организации просвещения: музей, библиотеку, учреждение дополнительного образования. Гостиницу планировалось расположить вокруг здания музея, которое служило бы как входом в трёхзвездочный отель, так и выставочной площадкой.

## Современность

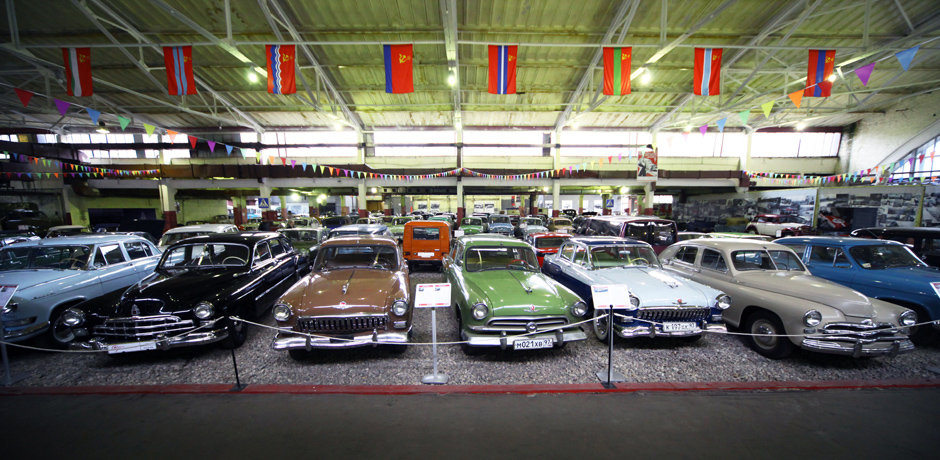
Экспозиция музея «Московский транспорт», включающая бывшую коллекцию музея АЗЛК (2016 год)

После банкротства «Москвича» в 1996 году музей периодически продолжал проводить экскурсии по предварительной договорённости. 

В 2009 году, в День города Москвы, коллекция автомобилей, хранившихся в музее, была торжественно передана в дар Москве. Экспозицию музея почти полностью перевезли в музей ретро-автомобилей на Рогожском Валу (с 2016 г. учреждение носит название музей «Московский транспорт»), включая крупногабаритные «Князь Владимир» и «Юрий Долгорукий».
С 2012 года здание музея стояло пустым и закрытым для публики, но в декабре 2016 года генеральный директор компании «Музей восстания машин» Андрей Синельников объявил о размещении новой экспозиции в заброшенном здании. Учреждение начало свою работу 2 января 2017 года, проработав несколько лет.

### Снос
13 января 2022 года движение «Архнадзор» сообщило о начале сноса здания.